# 李翼 (司农卿)
李翼（?—?），唐朝官员。
泾原兵变，唐德宗逃到奉天县，朱泚对外表示迎天子，遣使东出潼关至华州，候吏李翼不敢过问。郑县县丞李夷简认为朱泚必反。李翼于是驰及潼关，告知潼关大将骆元光，于是斩朱泚使者，收伪符，献行在。贞元五年（789年）十二月，以司农卿李翼为陕虢都防御观察使。李翼党附宰相窦参，贞元七年（791年），唐德宗擢升舅公吴凑为陕州大都督府长史、陕虢观察使，取代李翼。